# کی مدفورد
کِی مدفورد (انگلیسی: Kay Medford؛ ‏ ۱۴ سپتامبر ۱۹۱۹ – ۱۰ آوریل ۱۹۸۰) بازیگر اهل ایالات متحده آمریکا بود.
از فیلم‌ها یا برنامه‌های تلویزیونی که وی در آن نقش داشته است، می‌توان به باترفیلد ۸، یک دیوانگی خوب و سگ‌دو اشاره کرد.

## مرگ
مدفورد هرگز ازدواج نکرد و فرزندی نداشت. او در ۱۰ آوریل ۱۹۸۰ بر اثر سرطان در شهر نیویورک درگذشت. او هنگام مرگ ۶۰ سال داشت.